# Anselme Bellegarrigue
Anselme Bellegarrigue (Toulouse, 23 de marzo de 1813-San Salvador, El Salvador, 31 de enero de 1869) fue un anarquista francés. Participó en la Revolución de 1848, fue autor y editor de algunos periódicos de su propia autoría en que expone sus ideas consideradas anarquistas individualistas.

## Biografía
No se sabe mucho sobre la infancia y la edad adulta de Anselme Bellegarrigue. De acuerdo con su amigo cercano Ulysse Pic, fue al Lycée d'Auch durante algún tiempo, luego viajó a fin de formular su propia educación: entre 1846 y 1848, visitó América del Norte, a través de Nueva York, Boston, Nueva Orleans y el Caribe. Estos viajes lo convencieron de las ventajas de la democracia y las libertades individuales.
El historiador catalán del anarquismo individualista Xavier Diez reporta que durante sus viajes por los Estados Unidos Bellegarrigue "contactó, por lo menos, con (Henry David) Thoreau y, probablemente, con (Josiah) Warren". No obstante, se trata de una especulación altamente cuestionable, ya que no hay documentos que lo corroboren. Xavier Diez menciona como únicas fuentes a los historiadores George Woodcock y Max Nettlau. El primero afirma que la concepción anarquista de Bellegarrigue se asemeja, por su idea de la desobediencia, a la de Henry Thoreau, y que «pudo haber entrado en contacto» con sus ideas; pero el segundo no menciona tal relación, ni siquiera especula al respecto en las páginas a las que se refiere Xavier Diez. También cabe añadir que Henry Thoreau, durante el tiempo en que Bellegarrigue estuvo en Estados Unidos, no habló de la desobediencia civil, ya que el concepto no aparece en su ensayo y este llevaba por título "Resistance to Civil Government", lo que parece oponerse a la suposición de Woodcock.

### Participación en la Revolución Francesa de 1848
Anselme Bellegarrigue regresó a Francia el 21 de febrero de 1848, el día antes de los acontecimientos que pondrían fin al reinado de Luis Felipe I. Participó en la revuelta, pero nunca dejó de criticar el rumbo tomado por el movimiento desde el día siguiente a la finalización de la Monarquía de Julio. Cuando un joven trabajador pasa diciendo: «¡Esta vez, no vamos a ser despojados de nuestra victoria!»(Una referencia a la Revolución de Julio que no había instaurado un régimen que satisficiera las reivindicaciones obreras), él responde: «Ah, mi amigo, la victoria ya ha sido robada: ¿acaso no se ha declarado un gobierno provisional?».
También participó en la Société Républicaine Centrale (también llamado Club de Blanqui), donde acusó a todos los partidos políticos de la Segunda República Francesa de haber secuestrado la revuelta popular y haber generado más autoritarismo y concentración de poder, llamándolos "la viruela de las naciones ". Se negó a llamar a esa época de la historia como revolución, en lugar de ello afirmó que "la revolución de 1848 ha sido sólo una consolidación de lo que ha de ser abolido" porque "una revolución debe ser la ruina no de un gobierno, sino de todos los gobiernos". Aunque estaba participando en una sociedad compuesta principalmente de los pensadores socialistas, se opuso a todas las medidas autoritarias y todas las medidas de carácter social, ya que considera que cualquier intervención gubernamental manifiesta la esclavitud de algunos hacia algunos otros, o de un conflicto violento entre los hombres: "La anarquía es el orden, el gobierno es la guerra civil."
Incluso se menciona conceptos de la desobediencia civil y de la servidumbre voluntaria:

Un demócrata no es quien manda, sino quien desobedece.

¿Usted cree que el día de hoy hay tiranos? ¡Bien! Usted se equivoca, ya que sólo son esclavos: donde nadie obedece, nadie manda.

En 1849 fundó la Association des Libres Penseurs en Meulan infancia con algunos amigos, entre ellos Ulysse Pic (que entonces llamó a sí mismo Pic Dugers), con el fin de publicar panfletos anarquistas, pero las detenciones de varios miembros importantes disminuyeron y, por último, pusieron fin a estas actividades.

### Publicaciones
Anselme Bellegarrigue publicó, editó y escribió varios textos anarquistas. En 1848, entre octubre y diciembre publicó el panfleto ¡A los hechos!, !A los hechos! Interpretación de la idea democrática en Toulouse, su primera obra conocida.
Fue también un editor para el diario La Civilización a partir de marzo de 1849, un periódico local sobre la venta de 2.000 ejemplares. Para sus amigos de la Association des Libres Penseurs escribió un artículo titulado L'anarchie, c'est l'ordre (La anarquía es el orden) el 3 de abril de 1850 en la edición de La Voix du Peuple, aunque su publicación fue interrumpida.
Más tarde escribió, editó y libre de publicar su Anarchie, Journal de l'Ordre que sólo tuvo dos números debido a los pocos lectores: el tercer número, que contiene un estudio sobre el origen de la riqueza, nunca fue publicado. Según Sharif Gemie, esta revista (que en su primer número publica el "Manifiesto de la anarquía") constituye el primer manifiesto anarquista en el mundo y uno de los primeros usos modernos de la palabra "anarquía" como ideario político.
En 1851 comenzó a escribir una novela, Le Baron de Camebrac, en tournée sur le Mississipi, publicada por episodios hasta 1854, y un ensayo, Les femmes d'Amérique que describe sus observaciones sobre la sociedad americana. Participó en 1851 en la redacción del Almanaque de la vil multitud, en que también participaron Proudhon y Blanqui, y preparó un Allmanach de l'Anarchisme para el año 1852, que nunca fue publicado debido al golpe francés de 1851.

### Regreso a América
Al establecerse el Segundo Imperio Francés, Anselme Bellegarrigue regresó a América, en Honduras, donde, según Max Nettlau, fue profesor, y luego en San Salvador, donde enseñó lengua francesa en instituciones privadas y  fue catedrático de Filosofía, Derecho público y Economía política en la Universidad. De acuerdo con su hijo (como se informa por André Rault), después de pasar tres años en San Salvador decidió volver a la vida natural y se asentaron en Teotepeque, una pequeña localidad en la costa del Pacífico salvadoreño. De regreso en la capital salvadoreña, falleció en la noche del 31 de enero de 1869. Al día siguiente, sus restos fueron inhumados en el cementerio local, tras una  ceremonia funeraria en el templo de Santo Domingo, cuyo predio ahora ocupa la tercera Catedral de San Salvador.

## El anarquismo de Bellegarrigue
Bellegarrigue fue un contemporáneo de Pierre Joseph Proudhon y así «los debates y discusiones con Proudhon lo llevarán a un enfrentamiento con los partidarios del mutualismo, y a un rechazo recíproco, a pesar de que sus concepciones no estaban demasiado alejadas entre sí. Bellegarrigue, a pesar de aceptar la sociedad como algo necesario y natural, además de deseable, se aproximaba a los postulados de (Max) Stirner en el sentido de negar todo principio superior que sobrepase la propia existencia individual».

Cada hombre es un egoísta; quien deja de serlo, es un objeto. Quien dice que no, es un mentiroso. El autosacrificio es la esclavitud, la degradación de la libertad, la abyección, es el rey, es el gobierno, es tiranía, es un conflicto, es la guerra civil. El individualismo, por el contrario, es la liberación, la grandeza, la nobleza, es el hombre, es la gente, es la libertad, es la hermandad, es el orden.

En sus textos, defendió una forma de democracia comunitaria sin poder central y sin institución gobernante máxima, donde los ciudadanos gocen de la máxima soberanía individual y sólo voluntariamente participen en una facultativa administración local. También apoyó la idea de que bien común es siempre la suma del propio interés de cada persona:

El interés colectivo no puede ser completo, excepto cuando el interés privado se mantiene completo, al igual que el bien común de todos es bueno, sólo se necesita que, en una sociedad, el interés individual de un solo ciudadano se vea perjudicada por el interés colectivo para que se ponga fin de inmediato al interés de todos y, por tanto, deje de existir.